# Lista de futebolistas da Sociedade Esportiva Palmeiras

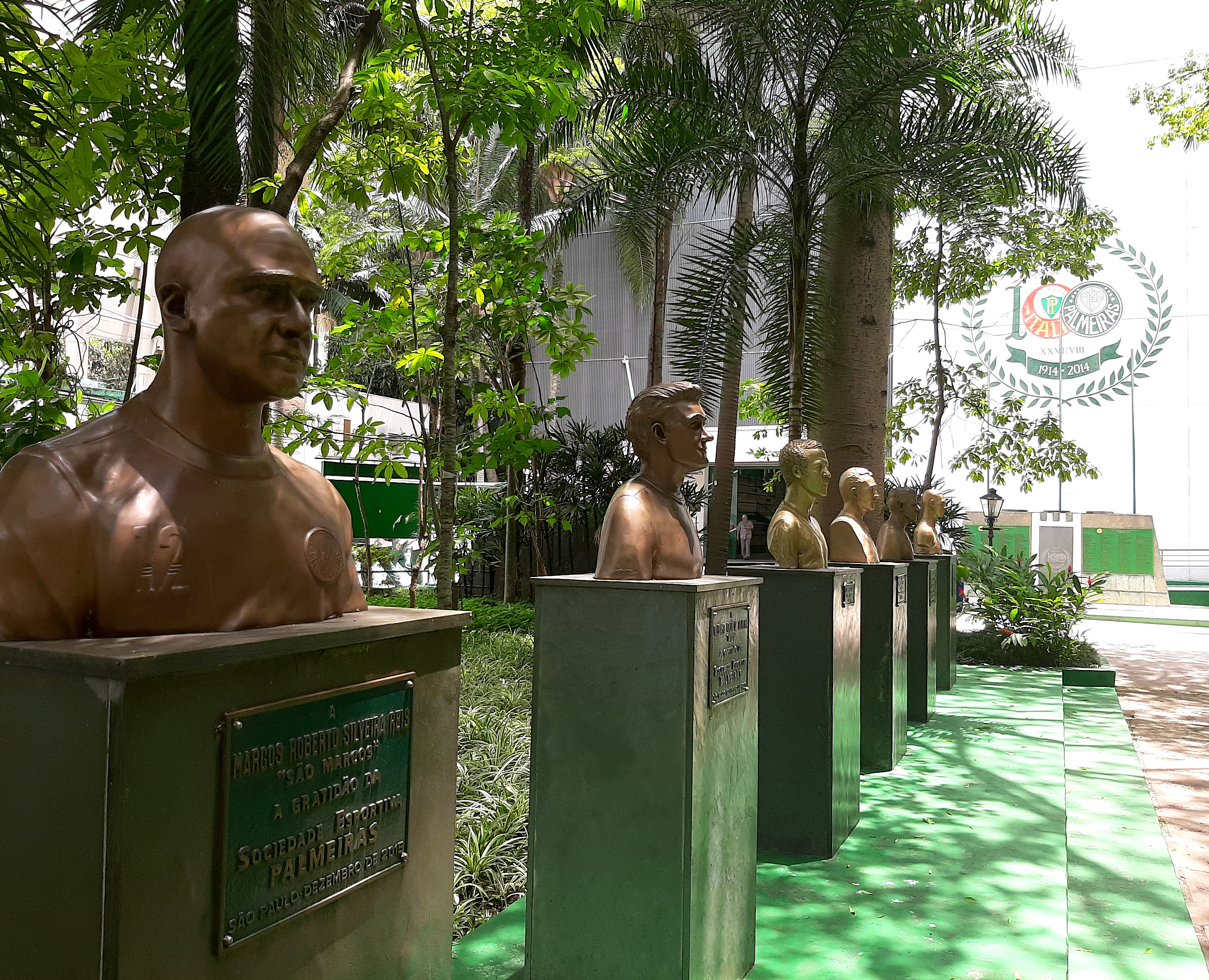
Ao todo são seis os jogadores homenageados com seus bustos imortalizados nas alamedas do clube social do Palmeiras.

Esta é uma lista com grandes jogadores que atuaram com a camisa do Palmeiras no futebol. Estão listados jogadores que fizeram pelo menos um razoável número de jogos.
Para ver o atual elenco, vá à seção do artigo do clube.
Os jogadores estão organizados de acordo com sua chegada ao clube.

## Lista
- Atualizado em 20 de março de 2023

| Nome                   | Nacionalidade | Posição           | Período no clube (não consecutivo)      | Jogos/Golos |
| ---------------------- | ------------- | ----------------- | --------------------------------------- | ----------- |
| Bianco                 | Brasil        | Zagueiro          | 1915 - 1929                             | 284/16      |
| Ernesto Imparato       | Brasil        | Meia              | 1915 - 1923                             | 137/102     |
| Heitor                 | Brasil        | Atacante          | 1916 - 1931                             | 330/284     |
| Caetano Izzo           | Brasil        | Ponta             | 1917 - 1921                             | 106/45      |
| Ministro               | Itália        | Atacante          | 1917 - 1928                             | 146/104     |
| Primo                  | Itália        | Goleiro           | 1919 - 1927                             | 164         |
| Serafini               | Brasil        | Lateral           | 1923 - 1931                             | 188/11      |
| Ministrinho            | Brasil        | Atacante          | 1927 - 1931 / 1934 - 1935 / 1941 - 1943 | 117/44      |
| Nascimento             | Brasil        | Goleiro           | 1929 - 1934                             | 132         |
| Romeu Pellicciari      | Brasil        | Meia              | 1930 - 1942                             | 150/106     |
| José Junqueira         | Brasil        | Zagueiro          | 1931 - 1945                             | 326/0       |
| Domingos Spitaletti    | Brasil        | Zagueiro          | 1933 - 1942                             | 293/1       |
| Lima                   | Brasil        | Meia              | 1938 - 1954                             | 458/149     |
| Juan Raul Echevarrieta | Argentina     | Atacante          | 1939 - 1942                             | 127/114     |
| Oberdan Cattani        | Brasil        | Goleiro           | 1941 - 1954                             | 351         |
| Waldemar Fiúme         | Brasil        | Zagueiro ou meia  | 1941 - 1958                             | 601/27      |
| Og Moreira             | Brasil        | Meia              | 1942 - 1949                             | 198/27      |
| Caieira                | Brasil        | Zagueiro          | 1943 - 1948                             | 178/1       |
| Achilles               | Brasil        | Meia              | 1949 - 1954                             | 70/37       |
| Jair Rosa Pinto        | Brasil        | Meia              | 1949 - 1955                             | 241/71      |
| Valdemar Carabina      | Brasil        | Zagueiro          | 1954 - 1966                             | 584/9       |
| Mazzola                | Brasil        | Atacante          | 1956 - 1958                             | 114/85      |
| Chinesinho             | Brasil        | Meia              | 1958 - 1962                             | 241/48      |
| Geraldo Scotto         | Brasil        | Lateral           | 1958 - 1967                             | 352/3       |
| Julinho Botelho        | Brasil        | Ponta             | 1958 - 1967                             | 269/81      |
| Djalma Santos          | Brasil        | Lateral           | 1959 - 1968                             | 498/10      |
| Ademir da Guia         | Brasil        | Meia              | 1961 - 1977                             | 901/153     |
| Servílio               | Brasil        | Atacante          | 1963 - 1968                             | 289/140     |
| Dudu                   | Brasil        | Meia              | 1964 - 1976                             | 609/25      |
| César Maluco           | Brasil        | Atacante          | 1967 - 1974                             | 324/180     |
| Luis Pereira           | Brasil        | Zagueiro          | 1968 - 1984                             | 568/35      |
| Edu Bala               | Brasil        | Atacante          | 1969 - 1977                             | 472/75      |
| Leão                   | Brasil        | Goleiro           | 1969 - 1986                             | 617         |
| Leivinha               | Brasil        | Meia              | 1971 - 1975                             | 263/105     |
| Alfredo Mostarda       | Brasil        | Zagueiro          | 1972 - 1979                             | 303/6       |
| Nei                    | Brasil        | Atacante          | 1972 - 1980                             | 488/71      |
| Jorge Mendonça         | Brasil        | Meia              | 1976 - 1980                             | 217/102     |
| Jorginho Putinatti     | Brasil        | Meia              | 1979 - 1987                             | 373/95      |
| Martorelli             | Brasil        | Goleiro           | 1982 / 1984 - 1987                      | 91          |
| Reinaldo Xavier        | Brasil        | Atacante          | 1984 - 1985                             | 95/31       |
| Mirandinha             | Brasil        | Atacante          | 1986 - 1987 / 1989 - 1990               | 140/61      |
| Edmar                  | Brasil        | Atacante          | 1986                                    | 30/8        |
| Éder                   | Brasil        | Meia/Atacante     | 1986 - 1987                             | 28/5        |
| Zetti                  | Brasil        | Goleiro           | 1987 - 1989                             | 98          |
| Nenê                   | Brasil        | Zagueiro          | 1987 - 1989                             | 53/02       |
| Velloso                | Brasil        | Goleiro           | 1988 - 1991 / 1993 / 1999               | 455         |
| Galeano                | Brasil        | Meia              | 1989 - 1992 / 1996 - 2002               | 474/25      |
| Edu Marangon           | Brasil        | Meia              | 1991 - 1992                             | 54/9        |
| Evair                  | Brasil        | Atacante          | 1991 - 1999                             | 245/127     |
| César Sampaio          | Brasil        | Meia              | 1991 - 2000                             | 307/24      |
| Daniel Frasson         | Brasil        | Volante           | 1992 - 1995                             | 103/8       |
| Marcos                 | Brasil        | Goleiro           | 1992 - 2012                             | 532         |
| Mazinho                | Brasil        | Lateral e Meia    | 1992 - 1994                             | 127/2       |
| Sérgio                 | Brasil        | Goleiro           | 1992 - 2006                             | 337         |
| Tonhão                 | Brasil        | Zagueiro          | 1992 - 1996                             | 157/4       |
| Zinho                  | Brasil        | Meia              | 1992 - 1994 / 1997 - 1999 / 2002 - 2003 | 333/56      |
| Antônio Carlos         | Brasil        | Zagueiro          | 1993 - 1995                             | 188/8       |
| Edílson                | Brasil        | Atacante          | 1993 - 1994 / 1995                      | 150/59      |
| Edmundo                | Brasil        | Atacante          | 1993 - 1995 / 2006 - 2007               | 223/99      |
| Rincón                 | Colômbia      | Meia              | 1994 / 1996 - 1997                      | 75/21       |
| Roberto Carlos         | Brasil        | Lateral           | 1993 - 1995                             | 185/17      |
| Cléber                 | Brasil        | Zagueiro          | 1993 - 1999                             | 372/21      |
| Rivaldo                | Brasil        | Atacante          | 1994 - 1996                             | 126/67      |
| Mancuso                | Argentina     | Volante           | 1995                                    | 57/2        |
| Cafu                   | Brasil        | Lateral           | 1995 - 1997                             | 99/13       |
| Djalminha              | Brasil        | Meia              | 1995 - 1997                             | 88/47       |
| Roque Júnior           | Brasil        | Zagueiro          | 1995 - 2000 / 2008                      | 205/16      |
| Júnior                 | Brasil        | Lateral           | 1996 - 2000                             | 334/19      |
| Rogério                | Brasil        | Volante e Lateral | 1996 - 2000                             | 255/17      |
| Alex                   | Brasil        | Meia              | 1997 - 2002                             | 243/78      |
| Oséas                  | Brasil        | Atacante          | 1997 - 1999                             | 172/65      |
| Agnaldo                | Brasil        | Zagueiro          | 1997 - 2000                             | 104/3       |
| Júnior Baiano          | Brasil        | Zagueiro          | 1998 - 1999                             | 72/16       |
| Paulo Nunes            | Brasil        | Atacante          | 1998 - 1999                             | 133/60      |
| Arce                   | Paraguai      | Lateral           | 1998 - 2002                             | 242/57      |
| Asprilla               | Colômbia      | Atacante          | 1999 - 2000                             | 53/12       |
| Jackson                | Brasil        | Meia              | 1999 - 2000                             | 66/9        |
| Deola                  | Brasil        | Goleiro           | 2003 - 2006 / 2008 - 2012               | 103         |
| Wendel                 | Brasil        | Volante           | 2003 - 2008 / 2013                      | 189/0       |
| Vágner Love            | Brasil        | Atacante          | 2003 - 2004 / 2009                      | 78/54       |
| Bruno                  | Brasil        | Goleiro           | 2004 - 2011 / 2012 -                    | 95          |
| Juninho Paulista       | Brasil        | Meia              | 2005 - 2006                             | 63/20       |
| Valdívia               | Chile         | Meia              | 2006 - 2008 / 2010 - 2015               | 241/41      |
| Pierre                 | Brasil        | Volante           | 2007 - 2011                             | 199/5       |
| Henrique               | Brasil        | Zagueiro          | 2008 / 2011 - 2014                      | 141/15      |
| Denílson               | Brasil        | Atacante          | 2008                                    | 38/6        |
| Diego Souza            | Brasil        | Meia              | 2008 - 2010                             | 142/38      |
| Cleiton Xavier         | Brasil        | Meia              | 2009 - 2010 / 2015 - 2016               | 142/21      |
| Marcos Assunção        | Brasil        | Volante           | 2010–2012                               | 145/31      |
| Fernando Prass         | Brasil        | Goleiro           | 2013–2019                               | 274         |
| Victor Luis            | Brasil        | Lateral           | 2014–2022                               | 137/3       |
| Jailson                | Brasil        | Goleiro           | 2014–2021                               | 104         |
| Cristaldo              | Argentina     | Atacante          | 2014–2016                               | 73/20       |
| Gabriel Jesus          | Brasil        | Atacante          | 2015–2016                               | 83/28       |
| Zé Roberto             | Brasil        | Lateral           | 2015–2017                               | 133/10      |
| Rafael Marques         | Brasil        | Atacante          | 2015–2017                               | 104/22      |
| Dudu                   | Brasil        | Atacante          | 2015–                                   | 402/85      |
| Vitor Hugo             | Brasil        | Zagueiro          | 2015–2017                               | 128/14      |
| Willian                | Brasil        | Atacante          | 2017–2021                               | 201/49      |
| Raphael Veiga          | Brasil        | Meia              | 2017–                                   | 215/68      |
| Weverton               | Brasil        | Goleiro           | 2018–                                   | 274         |
| Gustavo Scarpa         | Brasil        | Meia              | 2018–2022                               | 233/44      |
| Gustavo Gomez          | Paraguai      | Zagueiro          | 2018–                                   | 229/28      |
| Marcos Rocha           | Brasil        | Lateral           | 2018–                                   | 246/7       |

### Jogadores que mais marcaram gols
| #   | Jogador           | Período               | Gols |
| --- | ----------------- | --------------------- | ---- |
| 1º  | Heitor            | 1916–1931             | 327  |
| 2º  | César Maluco      | 1967–1974             | 180  |
| 3º  | Ademir da Guia    | 1961–1977             | 153  |
| 4º  | Lima              | 1938–1954             | 149  |
| 5º  | Servílio          | 1963–1968             | 140  |
| 6º  | Evair             | 1991–1999             | 127  |
| 7º  | Humberto Tozzi    | 1953–1958 / 1960–1961 | 126  |
| 8º  | Rodrigues         | 1950–1955             | 125  |
| 9º  | Luizinho Mesquita | 1935–1941             | 123  |
| 10º | Tupãzinho         | 1963–1968             | 122  |

### Jogadores que mais vestiram a camisa do clube
| #   | Jogador                  | Período   | Jogos |
| --- | ------------------------ | --------- | ----- |
| 1º  | Ademir da Guia           | 1961–1977 | 901   |
| 2º  | Leão                     | 1969–1986 | 617   |
| 3º  | Dudu                     | 1964–1976 | 609   |
| 4º  | Waldemar Fiúme           | 1941–1958 | 601   |
| 5º  | Valdemar Carabina        | 1954–1966 | 584   |
| 6º  | Luis Pereira             | 1968–1984 | 568   |
| 7º  | Marcos                   | 1992–2012 | 532   |
| 8º  | Djalma Santos            | 1959–1968 | 501   |
| 9º  | Nei                      | 1972–1980 | 488   |
| 10º | Valdir Joaquim de Moraes | 1958–1968 | 482   |

## Referência
- Seção grandes jogadores no sítio oficial